# Robinson Armaments M96
M96 — самозарядный карабин американской компании Robinson Armaments для гражданского рынка.

## История
M96 был разработан в 1996-1999 годах на основе системы Stoner 63 Юджина Стонера. В 2002 году появился боевой вариант RAV02, имеющий возможность стрельбы очередями и оснащённый направляющими типа Picatinny rail. Выпуск обоих вариантов был довольно ограничен, однако данная конструкция использовалась компанией при разработке новой стрелковой системы XCR.

## Описание
Автоматика карабина стандартна: отвод пороховых газов из канала ствола и запирание ствола поворотом затвора. Стволы заменяемы (существуют варианты различной длины). Ствольная коробка состоит из двух половин, крепящихся друг к другу поперечными штифтами. Предохранитель-переводчик режимов стрельбы расположен слева над пистолетной рукояткой. В конструкции широко используется ударопрочный пластик: приклад, пистолетная рукоятка и цевьё. Оружие может использовать стандартные магазины для M16 или АК в зависимости от конфигурации.